# Bačkovica
Bačkovica es una localidad de Croacia en el municipio de Velika Pisanica, condado de Bjelovar-Bilogora.

## Geografía
Se encuentra a una altitud de 151 m s. n. m. a 112 km de la capital nacional, Zagreb.

## Demografía
En el censo 2011 el total de población de la localidad fue de 46 habitantes.
| Gráfica de población de Bačkovica 1857-2011                         |
|                                                                     |
| Según los censos de población de la oficina estadística de Croacia. |